# Insula Mocha
Insula Mocha este o insulă situată în Provincia Arauco, Chile. Insula are o suprafață totală de 48 km² și o înălțime maximă de 300 m. Este situată la 34 km de orașe Tirúa.

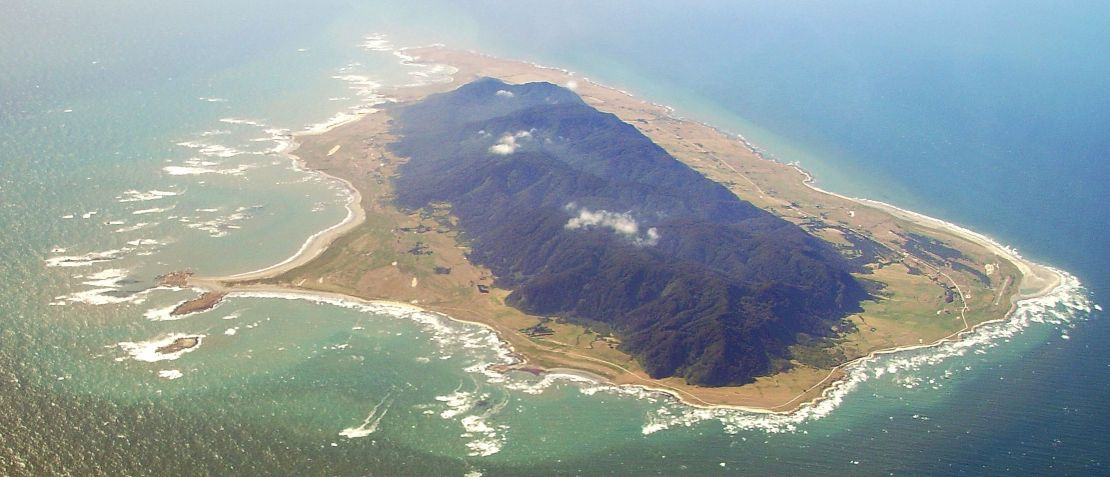
Insula Mocha